# Gedung Rejo (Belitang)
Gedung Rejo is een bestuurslaag in het regentschap Ogan Komering Ulu van de provincie Zuid-Sumatra, Indonesië. Gedung Rejo telt 2170 inwoners (volkstelling 2010).